# تيري مارتن (لاعب هوكي الجليد)
تيري مارتن (بالإنجليزية: Terry Martin)‏ هو لاعب هوكي الجليد أمريكي، ولد في 25 أكتوبر 1955 في باري في كندا.

## وصلات خارجية
- تيري مارتن على موقع دوري الهوكي الوطني (الإنجليزية)
- تيري مارتن على موقع قاعة مشاهير الهوكي (لاعب أن.إتش.أل) (الإنجليزية)
- تيري مارتن على موقع EliteProspects.com (الإنجليزية)
- تيري مارتن على موقع HockeyDB.com (الإنجليزية)
- تيري مارتن على موقع Hockey-Reference.com (الإنجليزية)